# コッコナート
コッコナート（伊: Cocconato）は、イタリア共和国ピエモンテ州アスティ県にある基礎自治体（コムーネ）。

## 地理

### 位置・広がり

#### 隣接コムーネ
隣接するコムーネは以下の通り。括弧内のTOはトリノ県所属を示す。
- アラメンゴ
- ブロゾーロ (TO)
- モンティーリオ・モンフェッラート
- モランセンゴ＝トネンゴ（モランセンゴ、トネンゴ）
- パッセラーノ・マルモリート
- ピオヴァ・マッサーイア
- ロベッラ

#### 地震分類
イタリアの地震リスク階級 (it) では、4 に分類される
。

## 行政

### 分離集落
コッコナートには、以下の分離集落（フラツィオーネ）がある。
- Bonvino, Cocconito, Foino, Gesso, Maroero, Solza, Spagnolino, Stazione, Tabiella, Tuffo, Vastapaglia